# Pjasina
Pjasina (rus. Пясина) je rijeka u Krasnojarskom kraju, Rusija. Rijeka je duga 818 km, s površinom porječja od 182,000 km2. Pjasina izvire u jezeru Pjasino i ulijeva se u Pjasinski zaljev Karskog mora. U porječju Pjasine ima preko 60 000 jezera, a pokrivaju ukupnu površinu od 10 450 km2. Rijeka se zaledi krajem rujna ili početkom listopada i ostaje pod ledom do lipnja. Povezana je s rijekom Četjreh preko njenog desnog pritoka Starica.

## Povijest
Dvinski trgovac Kondratij Kuročkin stigao je do ušća Pjasine 1610. Godine 1614. na rijeci je sagrađen ostrog za prikupljanje jaska od starosjedilaca. Godine 1935., prije nego što je izgrađena željeznička pruga Dudinka - Noriljsk, rijeka Pjasina i jezero Pjasino korišteni su za dostavu tereta do mjesta budućeg grada Noriljska.

## Stado tajmirskih sobova
Telilište stada tajmirskih sobova, sobova koji migriraju u tundri, najvećeg stada sobova na svijetu, nalazi se uz desnu obalu Pjasine i na zavoju srednjeg toka rijeke Agapa.:str. 336

## Vanjske poveznice
|  | Zajednički poslužitelj ima još gradiva o temi Pjasina |